# Malvina Polo
Malvina Polo (26. července 1903 – 6. ledna 2000) byla americká filmová herečka. Účinkovala v pěti filmech natočených v letech 1922–1924. Jejím otcem byl herec Eddie Polo.
Zemřela v kalifornském San Juan Capistrano.

## Filmografie (výběr)
- Bláhové ženy (1922)
- Dáma z Paříže (1923), režie Charlie Chaplin